# Magnus-Hirschfeld-Medaille
Die Magnus-Hirschfeld-Medaille wird seit 1990 von der Deutschen Gesellschaft für Sozialwissenschaftliche Sexualforschung (DGSS) für besondere Verdienste um Sexualwissenschaft und Sexualreform verliehen. Sie ist nach dem Pionier der deutschen Sexualforschung Magnus Hirschfeld benannt (ohne dass die DGSS die „biologistische Tendenz“ seiner Sexualtheorie teilt).

## Preisträger
| Jahr | Preisträger der Kategorie Sexualwissenschaft | Preisträger der Kategorie Sexualreform                     |
| ---- | -------------------------------------------- | ---------------------------------------------------------- |
| 1990 | Ernst Bornemann (Österreich)                 | Herman Musaph (Niederlande)                                |
| 1992 | John P. De Cecco (USA)                       | Imre Aszódi (Ungarn)                                       |
| 1994 | Liu Dalin (China)                            | Ruth Westheimer (USA)                                      |
| 1997 | Jonathan Ned Katz (USA)                      | Maj-Briht Bergström-Walan (Schweden)                       |
| 2000 | Milton Diamond (USA)                         | Oswalt Kolle (Niederlande)                                 |
| 2002 | John Money (USA)                             | Manfred Bruns (Deutschland) und William Granzig (USA)      |
| 2004 | Martin S. Weinberg (USA)                     | Rolf Gindorf (Deutschland)                                 |
| 2006 | Richard Green (USA)                          | Rita Süssmuth (Deutschland)                                |
| 2008 | Hu Peicheng (China)                          | Robert T. Francoeur (USA)                                  |
| 2010 | Fang-fu Ruan (China)                         | Norbert Kluge (Deutschland)                                |
| 2012 | –                                            | Karla Etschenberg (Deutschland), Sonia Blaso (Argentinien) |
| 2014 | Cem Keçe (Türkei)                            | Pedro de Freitas (Portugal)                                |
| 2016 | –                                            | João Décio Ferreira (Portugal)                             |
| 2018 | –                                            | Phạm Côn Sơn (Vietnam)                                     |
| 2020 | Jian Chen (China, Kanada)                    | Linus Dietz (Deutschland)                                  |